# Aisen
Aisen är en kommun i Chile.   Den ligger i provinsen Provincia de Aisén och regionen Región de Aisén, i den södra delen av landet, 1 400 km söder om huvudstaden Santiago de Chile. Aisen ligger på ön Isla Simpson.
Trakten runt Aisen är nära nog obefolkad, med mindre än två invånare per kvadratkilometer.